# Scalenus sericeus
Scalenus sericeus är en skalbaggsart som först beskrevs av Saunders 1853.  Scalenus sericeus ingår i släktet Scalenus och familjen långhorningar. Inga underarter finns listade i Catalogue of Life.